# Erik VIII van Zweden
Erik Hedningen was van 1066 tot 1067 koning Erik VIII van Zweden. Erik VIII was de troonkandidaat van de ´´Asatroendes´´ na de dood van Stenkil Ragnvaldsson. De Västergöten wilden Erik VII, (de zoon van Stenkil), op de troon. Een strijd volgde tussen beide kandidaten waarin ze beiden het leven lieten. Halsten, (ook een zoon van Stenkil), zou vervolgens tot koning worden gekozen, mogelijk samen met zijn broer Inge (I). Tot 1088 zou er nog voortdurend strijd zijn tussen verschillende kandidaten om het koningschap.

Erik VI · Olaf II · Anund Jacob · Emund · Stenkil · Erik VII · Erik VIII · Halsten · Haakon · Inge I · Sven · Erik Årsäll · Filips · Inge II · Ragnvald · Magnus · Sverker I · Erik IX · Karel VII · Knoet I · Sverker II · Erik X · Johan I · Erik XI · Knoet II · Waldemar I · Magnus I · Birger I · Magnus II · Albrecht · Margaretha · Erik XIII · Christoffel · Karel VIII · Christiaan I · Johan II · Christiaan II · Gustaaf I · Erik XIV · Johan III · Sigismund · Karel IX · Gustaaf II Adolf · Christina · Karel X Gustaaf · Karel XI · Karel XII · Ulrike Eleonora · Frederik · Adolf Frederik · Gustaaf III · Gustaaf IV Adolf · Karel XIII · Karel XIV Johan · Oscar I · Karel XV · Oscar II · Gustaaf V · Gustaaf VI Adolf · Carl Gustaf XVI